# Raddestorf
Raddestorf è un comune di 2.078 abitanti della Bassa Sassonia, in Germania.
Appartiene al circondario (Landkreis) di Nienburg (Weser) (targa NI) ed è parte della comunità amministrativa (Samtgemeinde) di Uchte.

## Geografia antropica

### Suddivisioni amministrative
Conta le frazioni di Harrienstedt, Huddestorf, Jenhorst e Kleinenheerse.